# Копа Америка у фудбалу за жене 1991.
Копа Америка за жене 1991. (шп. Campeonato Sudamericano de Fútbol Femenino 1991, енгл. 1991 South American Women's Football Championship) одржано је у Маринги у Бразилу између 28. априла и 5. маја 1991. године. То је била први турнир Јужноамеричког првенства за жене у фудбалу и одредила је једног Конмебол квалификанта за Светско првенство у фудбалу за жене 1991. године.
Бразил је победио на турниру који се играо са само три тима: Бразилом, Чилеом и Венецуелом.  Адријана је била најбољи стрелац турнира, са четири гола. За најбољу играчицу изабрана је Чилеанка Ада Круз.
1988. године, Венецуеланска фудбалска федерација (ФВФ) је изразила интересовање за домаћина турнира.

## Правила
Турнир је организован по Бергеровом систему, где је сваки тим одиграо по један меч против сваког од осталих тимова у групи. Првопласирани тим у групи освојио је турнир и квалификовао се за Светско првенство у фудбалу за жене 1991. у Кини.
За победу су додељивана два бода, за реми један бод, а за пораз без поена.
- У случају нерешеног резултата
  - Ако тимови заврше са изједначеним бројем поена, користе се следећи тај-брејкери:

  1. већа гол разлика у свим групним утакмицама,
  2. већи број постигнутих голова у свим групним утакмицама,
  3. победник у директној утакмици између тимова у питању,
  4. извлачење жреба.

### Финална табела
| Екипа     | Ута | Поб | Нер | Изг | ГД | ГП | ГР  | Бод |
| --------- | --- | --- | --- | --- | -- | -- | --- | --- |
| Бразил    | 2   | 2   | 0   | 0   | 12 | 1  | +11 | 4   |
| Чиле      | 2   | 1   | 0   | 1   | 2  | 6  | –4  | 2   |
| Венецуела | 2   | 0   | 0   | 2   | 0  | 7  | –7  | 0   |

| Бразил                                                                                              | 6 : 1    | Чиле        |
| --------------------------------------------------------------------------------------------------- | -------- | ----------- |
| Розел ?’ · Адријана ?’, ?’ · Марсија Тафарел ?’ · Елан Рего дос Сантос ?’ · Мариса Пирес Ногеира ?’ | Извештај | Ада Круз ?’ |

| Чиле | 1 : 0 | Венецуела |
| ---- | ----- | --------- |
|      |       |           |

| Бразил          | 6 : 0 | Венецуела |
| --------------- | ----- | --------- |
| Адријана ?’, ?’ |       |           |

 Бразил је освојио турнир и квалификовао се за Светско првенство у фудбалу за жене 1991..

## Голгетерке
4. гола
- Адријана

1. гол
- Елан Рего дос Сантос
- Марсија Тафарел
- Мариса Пирес Ногеира
- Росел
- Ада Круз

Непознате голгетерке
- Бразил: 4. додатна гола
- Чиле: 1. додатни гол